# Entodon suberythropus
Entodon suberythropus là một loài rêu trong họ Entodontaceae. Loài này được Müll. Hal. mô tả khoa học đầu tiên năm 1879.